# تشارلز فريدريك سكوت
تشارلز فريدريك سكوت (بالإنجليزية: Charles Frederick Scott)‏ هو سياسي أمريكي، ولد في 7 سبتمبر 1860، وتوفي في 18 سبتمبر 1938. حزبياً، نشط في الحزب الجمهوري. انتخب عضو مجلس ولاية كانساس وانتخب عضو مجلس النواب الأمريكي.